# Corval
Corval is een plaats (freguesia) in de Portugese gemeente Reguengos de Monsaraz en telt 1578 inwoners (2001).